# Akoma ntoso
Akoma Ntoso, acronimo di Architecture for Knowledge-Oriented Management of African Normative Texts using Open Standards and Ontologies (in italiano Architettura per una Gestione Orientata alla Conoscenza dei Testi Normativi Africani usando Standard e Ontologie Aperti), è uno standard tecnico internazionale per rappresentare documenti legislativi, giudiziari e amministrativi in forma strutturata usando uno specifico vocabolario XML. È uno standard in uso anche in Italia.
Lo standard Akoma Ntoso è stato sviluppato dal Centro di Ricerca ICT Legal Informatics del CIRSFID dell'Università di Bologna, sotto la direzione di Monica Palmirani. Il lavoro iniziale sullo standard è iniziato intorno al 2005 ed è stato sviluppato per semplificare la struttura e la gestione dei documenti legali. Il lavoro di sviluppo, miglioramento e innovazione dello standard internazionale è guidato, tra gli altri, dal centro di ricerca che ha sede presso l'Università di Bologna e si avvale di docenti, ricercatori e dottorandi altamente specializzati in diverse discipline
Il termine akoma ntoso viene dalla lingua akan, una delle lingue della kwa, parlata attualmente in Ghana, e significa cuori legati. L'acronimo abituale di questo formato XML è AKN.

## Definizione
Lo standard Akoma Ntoso definisce una serie di rappresentazioni machine readable (leggibili da computer) secondo i criteri generali del linguaggio XML, adatte per documenti legali di vario tipo, per esempio testi legislativi.
Lo standard comprende:
- un vocabolario XML usato per la mappatura della struttura dei documenti legali;[5]
- le specifiche di uno schema XML idoneo allo scopo;[6]
- una convenzione per assegnare identificativi unici alle fonti legali basati sul modello "FRBR" (Functional Requirements for Bibliographic Records);[7]
- la definizione del tipo MIME.[8]